# .275 No 2 Magnum
El .275 No 2 Magnum, también sabido como el 7mm Rigby Magnum Flanged o el .275 No 2 Rigby, es un cartucho obsoleto para de rifle desarrollado por John Rigby & Compañía en 1927.

## Visión general
El .275 No. 2 Magnum estuvo desarrollado para ser usado en rifles dobles. Rigby Introdujo el .275 No. 2 Magnum ajustando el cuello del .375 Flanged Nitro Express, sea todavía disponible a inicio de la década de los 1960s. El .275 No 2 Magnum  tiene un rendimiento comparable al .275 Rigby.
Com es común con cartuchos para rifles dobles, debido a la necesidad de regular los cañones para que estos tengan el mismo punto de impacto, el .275 No. 2 Magnum fue ofrecido en una sola carga, propulsando balas de 140 granos a una velocidad de 2,675 pies/segundo
En sus Rifles africanos y Cartuchos, John "Pondoro" Taylor valoró el .275 No 2 Magnum como su favorito entre los calibres pequeños.

### Footnotes
1. ↑  Barnes.
2. ↑  Cartridgecollector.
3. ↑  Taylor.